# عبد الله تازي
عبد الله تازي (1945 المغرب) هو لاعب كرة قدم مغربي.

## روابط خارجية
- عبد الله تازي على موقع الاتحاد الدولي (مؤرشف)  (الإنجليزية)
- عبد الله تازي على موقع قاعدة بيانات كرة القدم.إي يو (الإنجليزية)
- عبد الله تازي على موقع اللجنة الأولمبية الدولية (الإنجليزية)
- عبد الله تازي على موقع أوليمبيديا (الإنجليزية)